# Musée de Feurs
 (juillet 2023).
Si vous disposez d'ouvrages ou d'articles de référence ou si vous connaissez des sites web de qualité traitant du thème abordé ici, merci de compléter l'article en donnant les références utiles à sa vérifiabilité et en les liant à la section « Notes et références ».
Le musée de Feurs est un musée français situé dans la commune de Feurs, département de la Loire, en région Auvergne-Rhône-Alpes. Installé dans un ancien hôtel particulier du XVIIIe siècle, le musée conserve et valorise l'histoire locale. Il est labellisé Musée de France depuis 2002.

## Prémices
L’ouverture du musée de Feurs est intimement liée au passé gallo-romain du territoire, au mobilier découvert fortuitement ou lors de fouilles de la cité Forum Segusiavorum, chef-lieu des Ségusiaves. L’existence de cette ville, construite vers l’an 40, ne devient une certitude qu’en 1978 avec la découverte du forum dans le centre-ville.
Il faut remonter à 1843 quand l’abbé Roux, correspondant du Ministère de l'Instruction publique et Inspecteur des Monuments historiques de la Loire, s’installe à Feurs. Il fait paraître un ouvrage, dans lequel il identifie le « forum ou place publique avec ses promenoirs et… au-dessous des constructions gallo-romaines, des traces de la civilisation gauloise. ». Il est le premier à demander l’ouverture d’un musée.
En parallèle en 1844, lors de la construction de la mairie actuelle, un cabinet éclairé est installé. Il devait, à la base, servir de musée où la population aurait pu admirer les antiquités découvertes à Feurs.

## Historique

### Création et développement
Cependant, il faut attendre 1929 pour voir la création d’un musée municipal à part entière. Cette année-là, sur proposition de Georges Guichard, le sénateur-maire Antoine Drivet met à l’ordre du jour l’ouverture d’un musée. La délibération du Conseil Municipal du 9 août 1930 dit que : « Le Conseil donne un avis favorable à l’aménagement du Musée et à la création d’une Société chargée d’en poursuivre le développement ».
Ce musée est alors installé dans quatre pièces au rez-de-chaussée de l’ancien couvent des Minimes, édifié au milieu du XVIIIe siècle et acquis par la mairie en 1905. Le musée cohabite dans les locaux avec une école communale. Les premières collections du musée sont constituées par une donation de Georges Guichard (mobilier archéologique, armes), des dépôts de l’État (beaux-arts) obtenus par le sénateur-maire Drivet et les découvertes archéologiques locales. Quelques œuvres (peintures, gravures) de Charles Beauverie sont également intégrées, puisque la municipalité en a fait l’acquisition lors de la vente aux enchères de ses œuvres à son décès en 1923. L‘accent est mis dès le départ sur l’archéologie (périodes gauloise et gallo-romaine) et sur les beaux-arts. Dès 1931, c’est l’association des Amis du musée qui le gère. Le sénateur-maire est président d’honneur et Georges Guichard, le premier président. Jusqu’en 1945, la période est peu documentée. La gardienne est également la concierge de l’école jouxtant le musée.

### Fermeture et ralentissement
Le musée de Feurs est ensuite fermé de 1945 à 1952. À cette date, Christiane Lassalle-Guichard, licenciée ès lettres, est alors nommée au poste de conservatrice. Elle découvre un musée en triste état : « au lendemain de la guerre, le musée mal éclairé, encombré, se présentait comme un entassement hétéroclite où une armure de samouraï voisinait avec des animaux empaillés, des armes provenant d’Afrique noire avec des collections minéralogiques, constituant comme beaucoup de musées de province à cette époque un défi à la muséographie moderne. La réorganisation commence en avril 1952, date à laquelle je fus nommée conservateur. Redonner aux locaux leur dignité fut le premier problème à résoudre : il fallut refaire un plafond qui s’effritait, une cheminée croulante, repeindre dans leur couleur originelle des boiseries Louis XVI. ».
Sous sa direction, de 1953 à 1954, le musée est sur la liste des musées contrôlés de 2e catégorie. Une nouvelle muséographie est mise en place ainsi que la tenue du premier inventaire dont nous avons connaissance. Les collections s’enrichissent avec l’acquisition de nombreuses gravures.
De 1955 à 1976, le musée fonctionne au ralenti sous la gestion de M. Durrieux, cordonnier de la ville et archéologue par passion. Il est ouvert sur demande par la concierge de l’école. La fréquentation du public ne dépasse pas 200 personnes par an. L’école grignote de plus en plus l’espace du musée. De nombreux objets partent dans des réserves, soit dans le grenier de la mairie, soit dans le grenier et la cave de l’école du parc, sans aucune trace écrite et aujourd’hui disparus.

### Renaissance
En 1976, Daniel Pouget est nommé au poste de conservateur. Il assume déjà cette fonction aux musées de Montbrison et de Saint-Just-Saint-Rambert. En parallèle, le Syndicat Intercommunal des Musées du Forez est créé : le S.I.M.U.F. Daniel Pouget donne une autre orientation au musée, le dotant de nombreux objets ethnographiques. Il monte de nombreuses expositions temporaires sur des thèmes ethnologiques avec l’aide de Marguerite Gonon, historienne locale. En 1979, le musée est ouvert sur deux niveaux et cohabite avec l’Office de Tourisme (jusqu’en 1997) et les associations des Amis du Musée, de la généalogie, de l’alphabétisation et la MJC. Deux salles du 1er niveau du pavillon Nord sont réservées aux travaux des archéologues avec dépôt du mobilier dans les greniers.
Le 27 octobre 1979, le maire André Delorme souligne le nouveau projet culturel et souhaite que ce musée ait : « une vocation à la fois archéologique et ethnologique pour une action éducative et culturelle plus soutenue, mieux comprise et vécue au cœur d’une ville puisant ses origines au plus profond des temps. ». Dans cette logique, il est choisi de transférer le musée dans le bâtiment où il se trouve actuellement : l’ancien château d’Assier. Le musée est alors nommé musée d’Assier.

### Récolement et musée de France
En 1997, le S.I.M.U.F est dissout, à la suite du départ à la retraite de Daniel Pouget. Par la suite, le premier objectif est de remettre de l’ordre dans la gestion des collections dont le dernier inventaire date de 1954. Dès 1999, un inventaire non exhaustif du mobilier archéologique en souffrance dans les greniers est fait et en 2000 un premier récolement des collections archéologiques est réalisé. En 2001, un inventaire des collections préhistoriques et géologiques est aussi réalisé. Cette année-là, un service des publics est créé afin de relancer l’intérêt archéologique auprès des scolaires avec des visites guidées, suivies d’ateliers de mosaïque ou de poterie. Un an plus tard, à la suite de la loi "Musée de France" du 4 janvier 2002, le musée est labellisé Musée de France.
En 2005, le Musée d’Assier prend le nom officiel de Musée d’Archéologie de Feurs. Cette année-là marque aussi le début de l’informatisation de l’inventaire. Des réserves sont aménagées pour les collections beaux-arts et ethnologiques. Une nouvelle exposition permanente sur la culture équestre est mise en place pendant 5 ans, sans grand succès.
De 2011 à 2013, plusieurs campagnes de récolement sont menées. Elles permettent de mettre à jour l’inventaire, ainsi que les dépôts.

### Renouveau
En 2019, la municipalité décide d’entreprendre des travaux de rénovation et de mise en accessibilité du musée : changement des huisseries, réfection de la façade, peintures intérieures, ascenseur… Pour permettre l’exécution de ces travaux, les collections exposées ont été déménagées, conditionnées et stockées en réserve.
Enfin, l'officialisation du nouveau nom « Musée de Feurs » a été acté par arrêté du 10 décembre 2020. En ce sens, le musée se détache de son image purement archéologique pour devenir un musée d’histoire de la ville.
En 2021, le deuxième étage beaux-arts a été complètement remanié. Il est alors entièrement consacré à la vie et à l’œuvre du peintre paysagiste Charles Beauverie, féru d’histoire locale et d’archéologie.
En 2024, une nouvelle exposition permanente sur l’histoire de la ville de Feurs, d’hier à aujourd’hui, voit le jour. Elle est installée au 1er étage et remplace l’ancienne exposition archéologique.
Le rez-de chaussée est alors consacré aux expositions temporaires.

## Château d'Assier
Vers 1780, Pierre-Catherin Plasson, seigneur de la Combe (à Valeille) fait construire cet hôtel particulier à Feurs. À la suite d'un revers de fortune, cette demeure est rachetée par Pierre-Christophe d’Assier, le 22 mars 1791.
Cette demeure est, par la suite, mise sous séquestre en 1793, sous la Révolution. Elle sert de prison et de caserne (logements) pour deux compagnies de volontaires. Ce sont les milices révolutionnaires du représentant en mission Claude Javogues.
Durant tout le XIXe siècle, elle devient « maison des champs » de la famille d’Assier puisqu’il s’agit d’une résidence secondaire. Elle est principalement occupée en été et en période de chasse. Les bâtiments sont entourés d’un grand parc avec des communs et des écuries fort bien aménagés.
Ces aristocrates vont apporter de profondes transformations à l’édifice, notamment la forme de la toiture. Le château est décoré par des artisans du pays. Les boiseries sont exécutées par un menuisier forézien. Les peintures en trompe-l’œil sont l’œuvre du peintre Zacchéo qui travaille beaucoup dans la région. Un grand parc est aussi aménagé à l’extérieur : bassin, sculptures… Il est caractéristique du XIXe siècle avec des arbres d’essences diverses et une organisation « à la française ».
Ce château d’Assier est occupé régulièrement pendant plus d’un siècle. Madame de Charpin-Feugerolles reçoit cette propriété en donation de la part de sa mère Madame Andras de Beost, veuve de Pierre-Charles d’Assier de Valenches, le 3 décembre 1941. Mais, vers les années 1950, il s’avère mal adapté à la vie de l’époque et extrêmement coûteux à chauffer. Il est acquis par la mairie de Feurs en 1977 qui le rachète à la famille Charpin-Feugerolles, juste avant que des travaux de rénovation soient entrepris. Ainsi depuis 1979, le château accueille le musée municipal.
Le parc, dont la surface a été réduite à la fin des années 1970, présente une reconstitution de plusieurs éléments archéologiques gallo-romains foréziens :
- Un four de potier (Ier – IIe siècle), découvert en 1999 à Feurs, Rue de Verdun.
- Quatre bornes leugaires indiquant, avec des distances LI, LII, LIII, LIV, la voie gallo-romaine de Lyon à Saintes, qui passait par Feurs. Découvertes en 1600, elles avaient été restaurées en 237, sous l’empereur Maximin Ier le Thrace.

## Fréquentation
| 1976  | 1983   | 1984   | 1985   | 1989  | 1991  | 1996  | 2001  | 2002  | 2003  | 2004  | 2005  | 2006  | 2007  | 2008  | 2009  | 2010  | 2011  | 2012  |
| ----- | ------ | ------ | ------ | ----- | ----- | ----- | ----- | ----- | ----- | ----- | ----- | ----- | ----- | ----- | ----- | ----- | ----- | ----- |
| 7 000 | 14 672 | 15 711 | 15 813 | 7 671 | 9 215 | 2 600 | 5 679 | 3 126 | 3 347 | 5 457 | 4 276 | 5 128 | 5 027 | 5 103 | 6 039 | 6 010 | 6 273 | 5 865 |

| 2013  | 2014  | 2015  | 2016  | 2017  | 2018  | 2019 (travaux) | 2020 (travaux + COVID) | 2021 (réouverture en septembre) | 2022   | 2023  | 2024  |
| ----- | ----- | ----- | ----- | ----- | ----- | -------------- | ---------------------- | ------------------------------- | ------ | ----- | ----- |
| 4 834 | 6 302 | 6 365 | 5 460 | 4 495 | 5 443 | 1 120          | 507                    | 2 313                           | 10 035 | 5 614 | 9 191 |

## Parcours de visite

### Rez-de-chaussée

#### Expositions temporaires
Le rez-de-chaussée du musée est dédié à des expositions temporaires d'une durée variant de 3 à 6 mois. Celles-ci sont centrées sur la « pop culture » (culture populaire) et se veulent accessibles à tous en couvrant des domaines variés : musique, photographie, dessin, jeux, sport, cinéma…

#### Micro-Folie

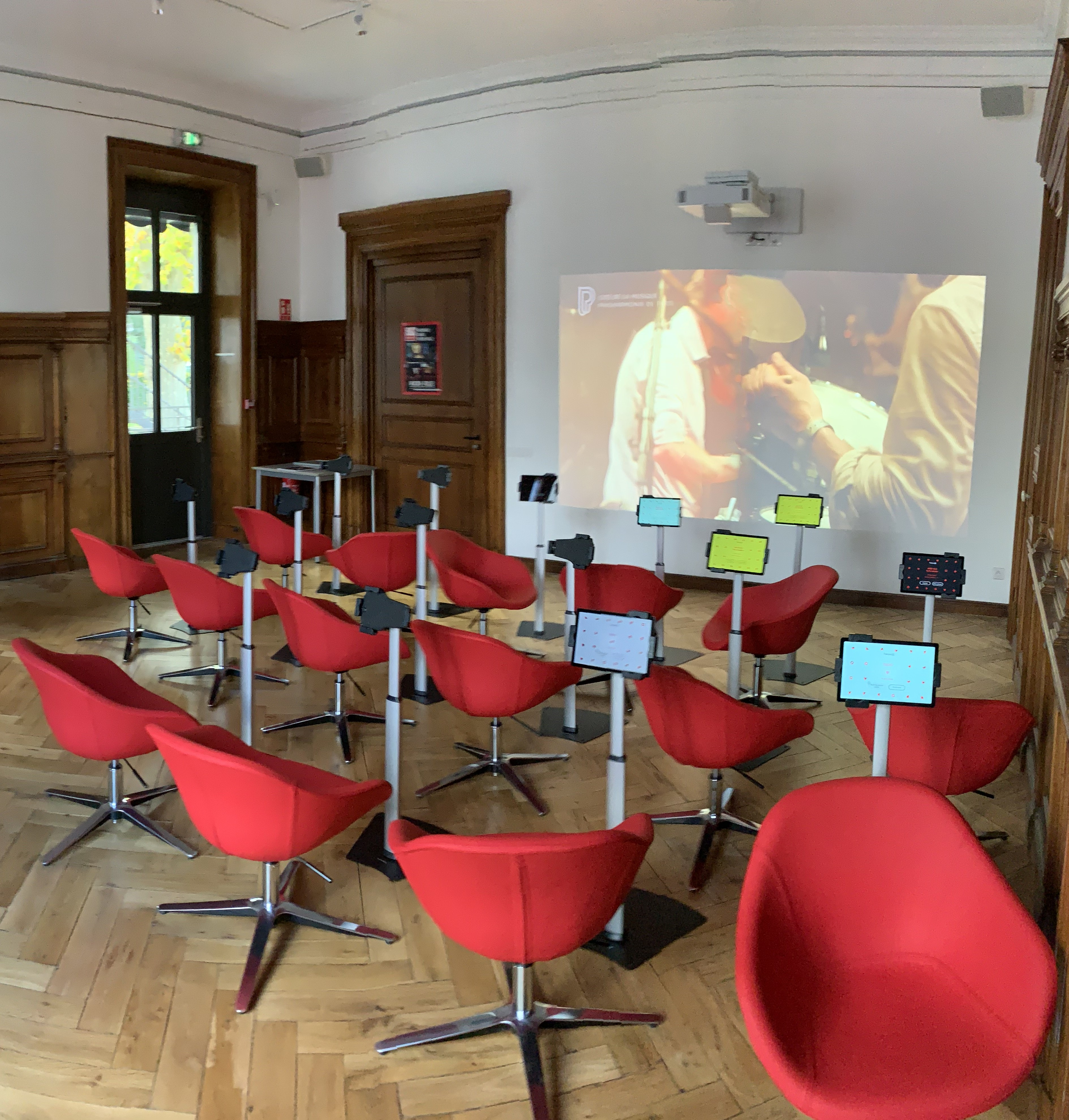
Micro-Folie du Musée de Feurs

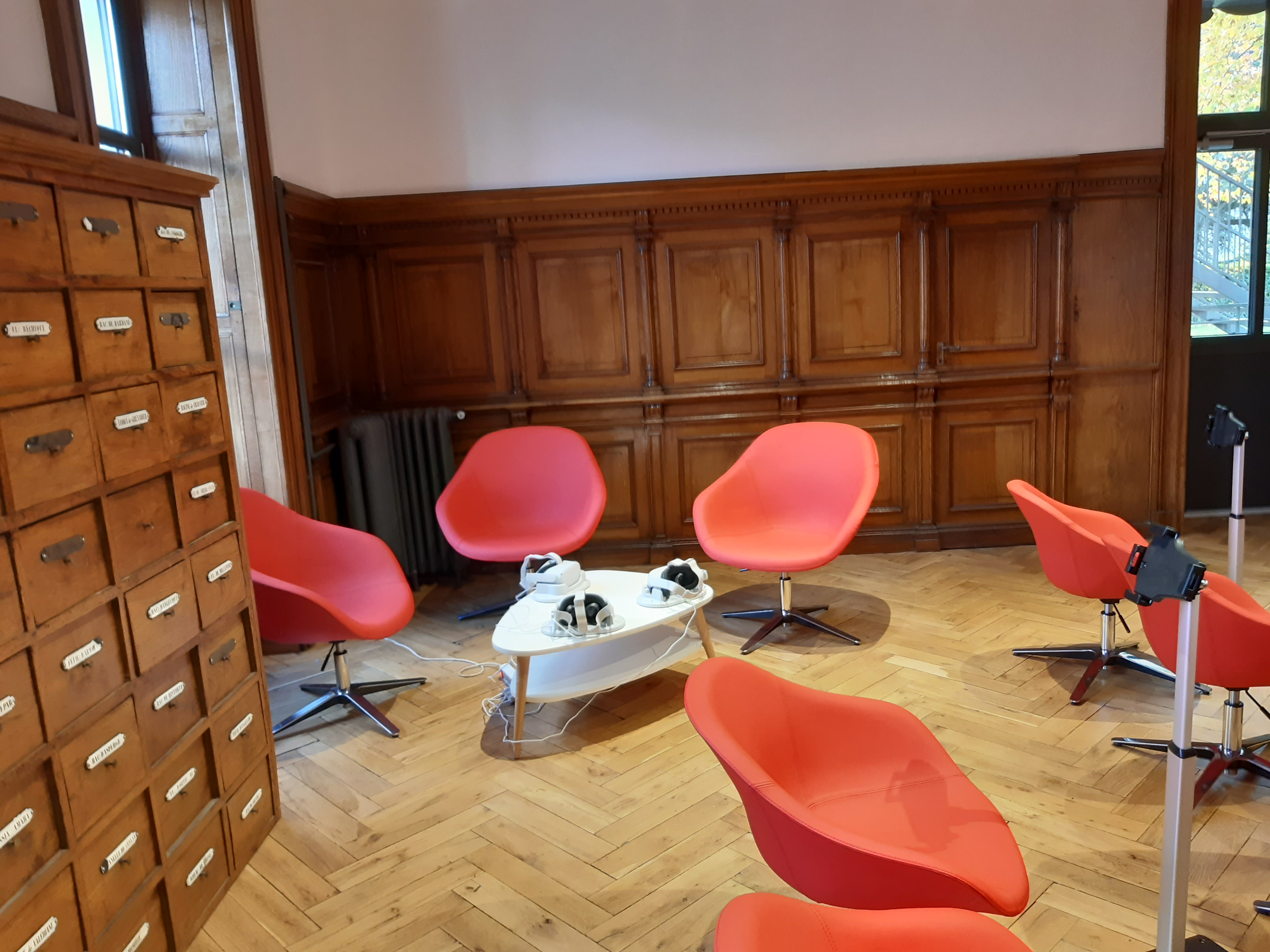
Micro-Folie du Musée de Feurs

Depuis décembre 2022, le musée de Feurs accueille le dispositif Micro-Folie. Soutenu par l’État, supervisé par le Ministère de la Culture et accompagné par La Villette, il s'agit un musée numérique avec des tablettes et un vidéoprojecteur. Des playlists thématiques d’œuvres d’arts de certains musées (RMN - Grand Palais) sont projetées et des informations, des jeux sur ces œuvres sont disponibles sur les tablettes. En complément, des casques de réalité virtuelle permettent la diffusion de vidéos comme celles d’ARTE 360°. Véritable outil au service de l’Education Artistique et Culturelle (EAC), la Micro-Folie du Musée de Feurs se veut aussi accessible à tous.

### 1erétage: exposition permanente «Feurs d’hier à aujourd’hui»
Au 1er étage, une nouvelle exposition permanente remplace l’ancien parcours permanent sur l’archéologie de Feurs. Elle retrace toute l’histoire de la ville de Feurs des origines à nos jours, et compte différentes thématiques par salle :
- Salle 1 « Feurs qui es-tu ? » → Frise chronologique et évolution de la ville
- Salle 2 « Feurs qui es-tu ? » → Archéologie gauloise et gallo-romaine, noms des rues, personnages célèbres, patrimoine bâti
- Salle 3 « Feurs agriculture & élevage » → Agriculture, foires et marchés, hippodrome, comice agricole
- Salle 4 « Feurs et ses industries » → Industries anciennes et récentes, gare
- Salle 5 « Feurs au fil de l’eau » → Rambertes, réseau hydrographique, barrage, ponts et ports

### 2eétage: exposition permanente «Charles Beauverie, sa vie, son œuvre»

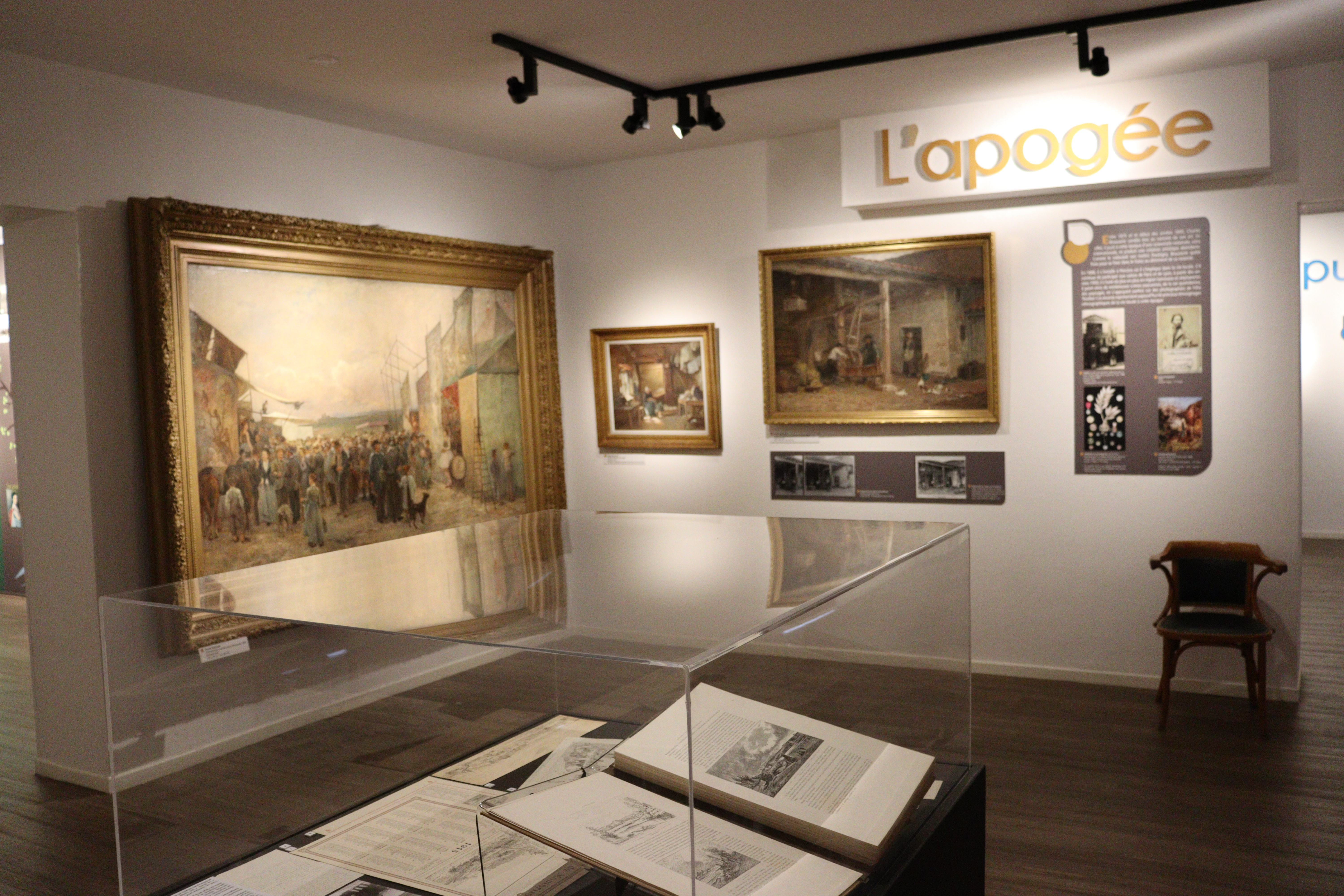
Exposition permanente « Charles Beauverie, sa vie, son œuvre »

L’exposition permanente intitulée « Charles Beauverie, sa vie, son œuvre » est ouverte depuis septembre 2021. Elle retrace toute l’histoire personnelle de ce peintre paysagiste et érudit lyonnais, qui a vécu plus de trente ans dans une commune voisine, à Poncins :
- Salle 1 « Les débuts » → 1839 - 1875
- Salle 2 « L’apogée » → 1875 - 1895
- Salle 3 « Le crépuscule » → 1895 - 1923
- Salle 4 → Interview de Monsieur Philippe Tillon, spécialiste de Beauverie
- Salle 5 « Vie privée » → Amis, famille, passion pour l’archéologie et l’histoire avec la reconstitution de son cabinet de curiosités

## Collections
Quatre types de collections se distinguent au sein du Musée de Feurs :
- Collection archéologique
- Collection beaux-arts
- Collection ethnographique
- Collection numismatique

## Services
Le musée dispose aussi d’une boutique.